# Вас, Вальтер
Вальтер Вас Корреа (фр. Walter Vaz Correa; 24 мая 1990, Монморанси-Бофор, Франция) — французский футболист гвинейского происхождения, нападающий клуба «Коулун Сити».

## Карьера
Семья Вальтера эмигрировала из Франции в США, когда тот был ребёнком. Васу приходилось работать и параллельно выступать в любительских командах, где его заметил агент, Габриэль Моралес.
Моралес предложил нападающему вариант продолжения карьеры в уругвайском «Ривер Плейте». 19 марта 2014 года Вальтер провёл первый матч за клуб из Монтевидео, выйдя на замену в конце матча с «Насьоналем». В Клаусуре 2014 нападающий принял участие ещё в 6 играх, проводя на поле непродолжительное время. «Ривер Плейт» квалифицировался для участия в Южноамериканском кубке 2014, во встрече Первого этапа которого против чилийского «Универсидад Католика» Вас дебютировал в международных встречах.
В начале 2016 года Вальтер, переставший попадать даже в заявку «Ривера» на матчи, перешёл в «Эль Танке Сислей». 7 февраля 2016 года нападающий провёл первый матч в новом клубе, а 3 апреля отметился первым забитым мячом.
По итогам сезона 2015/16 «Эль Танке» вылетел из высшего футбольного дивизиона Уругвая, а Вальтер покинул клуб, подписав контракт с гонконгским клубом «Саузерн Дистрикт». 28 августа 2016 года нападающий дебютировал в чемпионате Гонконга в игре с «Китчи».